# Osvaldo Camargo
Osvaldo Román Camargo (Mendoza, Argentina) es un exfutbolista argentino que jugaba de delantero.

## Trayectoria
Proveniente de las divisiones inferiores del club Godoy Cruz, en 1965 fue subcampeón de la Liga Mendocina.
En 1966 pasó a reforzar el club River Plate donde estuvo durante dos temporadas, alcanzando la final de Copa Libertadores y el subcampeonato de Primera División.
En 1968 retorna a Godoy Cruz, el miércoles 6 de noviembre el «Tomba» obtiene el sexto campeonato provincial, venciendo a su clásico rival, a Andes Talleres con gol de Camargo, quien fue el goleador del equipo con 21 anotaciones, después de 14 años de espera, destacando el triunfo 3:0 sobre Boca Juniors jugado el 16 de marzo por la segunda fecha del campeonato donde Camargo cerró el triunfo.
En un partido amistoso en 1969 disputado en Mendoza, Godoy Cruz venció 3:0 a Universidad de Chile y producto del buen rendimiento de Camargo fue contratado por "U" obteniendo tres títulos aquel año.
En 1970 pasó a jugar al Club Gimnasia y Esgrima de Mendoza, formando parte del equipo llamado «La barredora».
Falleció el 26 de diciembre de 2003.

## Estadísticas

### Clubes
| Club                 | País      | Año       |
| -------------------- | --------- | --------- |
| Godoy Cruz           | Argentina | 1961-1965 |
| River Plate          | Argentina | 1966-1967 |
| Godoy Cruz           | Argentina | 1968      |
| Universidad de Chile | Chile     | 1969      |
| Gimnasia de Mendoza  | Argentina | 1970-1972 |

## Palmarés

### Títulos locales
| Título               | Club                 | País      | Año  |
| -------------------- | -------------------- | --------- | ---- |
| Liga Mendocina       | Godoy Cruz           | Argentina | 1968 |
| Torneo Metropolitano | Universidad de Chile | Chile     | 1969 |

### Títulos nacionales
| Título                   | Club                 | País  | Año  |
| ------------------------ | -------------------- | ----- | ---- |
| Copa Francisco Candelori | Universidad de Chile | Chile | 1969 |
| Primera División         | Universidad de Chile | Chile | 1969 |